# Hillsboro, Iowa
Hillsboro är en ort i Henry County i Iowa. Vid 2020 års folkräkning hade Hillsboro 163 invånare.